# Alfonso Sánchez-Tabernero
Alfonso Sánchez-Tabernero (Salamanca, 17 de septiembre de 1961) es catedrático de Empresa Informativa. Fue rector de la Universidad de Navarra (2012-2022).

## Infancia y formación inicial
Nació el 17 de septiembre de 1961 en Salamanca, en el seno de una familia dedicada a la ganadería, por parte parterna, siendo su abuelo médico y su padre jurista. Su bisabuelo y su tatarabuelo maternos fueron rectores de la Universidad de Salamanca. Tiene tres hermanos. Su formación inicial la realizó en los Maristas y al cumplir los dieciocho años se trasladó a Pamplona donde se licenció en periodismo en la Universidad de Navarra.

## Actividad docente
En 1991 es profesor y Vicedecano en la Facultad de Comunicación de la Universidad del País Vasco. De regreso a Pamplona, entre 1996 y 2005 fue decano de la Facultad de Comunicación de la Universidad de Navarra, y en 2007 obtuvo la habilitación de Catedrático. Ha sido Presidente de la European Media Management Education Association (1998-2004)
El 28 de agosto de 2012, Javier Echevarría, Gran Canciller de la Universidad de Navarra le nombró rector de la Universidad de Navarra, en sustitución de Ángel J. Gómez Montoro. Fue el primer antiguo alumno de la Universidad en acceder a dicho cargo. Su toma de posesión se realizó el 4 de septiembre de 2012.
El 14 de diciembre de 2021 se hizo público el nombramiento de María Iraburu como nueva rectora de la Universidad de Navarra. La toma de posesión se realizó en enero del 2022.
El 9 de mayo de 2022 fue elegido Presidente de la Asociación de Amigos de la Universidad de Navarra.

## Obra
- "El Correo Español-El Pueblo Vasco y su entorno informativo: (1910-1985)", Pamplona: Servicio de Publicaciones de la Universidad de Navarra, 1989, 558 pp. ISBN 8487146082
- "Las empresas informativas en la Europa sin fronteras", Bilbao: Universidad del País Vasco, Servicio Editorial, 1992, 150 pp. ISBN 8475853870. Con Carmelo Garitaonandia
- "Concentración de la comunicación en Europa: empresa comercial e interés público", Barcelona: Generalidad de Cataluña, Centro de Investigación de la Comunicación, 1993, 292 pp. ISBN 8439327218. Traducido al francés: "La concentration des médias en Europe: l'entreprise commerciale et l'intérêt général", Manchester: Institut Europeen de la Communication, 1993, IV, 351 pp. ISBN 3929673088, y al inglés: "Media Concentration in Europe: Commercial Entreprise and the Public Interest", Manchester: European Institute for the Media, 1993, [4] h., VII, 270 pp. ISBN 3929673020*
- "Servicios comerciales de información", Barcelona: Ariel, 1996, 190 pp. ISBN 8434412675. Con Alfonso Nieto Tamargo
- "Estrategias de marketing de las empresas de televisión en España", Pamplona: EUNSA, 1997, 293 pp. ISBN 8431315547
- "Dirección estratégica de empresas de comunicación", Madrid: Cátedra, 2000, 375 pp. ISBN 8437618398
- "Media concentration in the European market: New Trends and Challenges",[10] Pamplona: Servicio de Publicaciones de la Universidad de Navarra, 2002, 162 pp. Con Miguel Carvajal Prieto.
- "Los contenidos de los medios de comunicación: calidad, rentabilidad y competencia", Barcelona: Editorial Deusto-Grupo Planeta, 2008, 288 pp. ISBN 9788423426133[11]
- "The content of media: quality, profit and competition",[12] Lisboa: Media XXI, 2008, 306 pp. ISBN 9789898143112
- "Innovación en los medios: la ruta del cambio", Barañáin (Navarra): EUNSA, 2012, 326 pp. ISBN 9788431328597. Con Francisco Javier Pérez-Latre.